# Бърнард Бекет
Бърнард Бекет, роден през 1967, е новозеландски автор на художествена литература за младежи.
Неговите творби представляват романи и пиеси. Бекет е преподавал драма, математика и английски език в множество гимназии в региона Уелингтън и преподава на ученици в гимназията Хът Вали в Лоуър Хът.